# 夢乃聖夏
夢乃 聖夏（ゆめの せいか、7月21日 - ）は、元宝塚歌劇団雪組・星組の男役スター。
佐賀県多久市、市立中央中学校出身。身長172cm。愛称は「ともみん」、「夢ちゃん」。

## 来歴
1999年、宝塚音楽学校入学。
2001年、宝塚歌劇団に87期生として入団。入団時の成績は20番。宙組公演「ベルサイユのばら2001」で初舞台。その後、星組に配属。
2007年の「エル・アルコン」で新人公演初主演。
2008年のバウ・ワークショップ「ANNA KARENINA」で、バウホール公演初主演。
2010年の「摩天楼狂詩曲」でバウホール公演単独初主演。
2012年4月1日付で雪組へと組替え。
2014年、全国ツアー「ベルサイユのばら－オスカルとアンドレ編－」では、アンドレを演じた。
雪組の主要な男役スターとして活躍したが、2015年3月22日、早霧せいな・咲妃みゆトップコンビ大劇場お披露目となる「ルパン三世／ファンシー・ガイ!」東京公演千秋楽をもって、宝塚歌劇団を退団。

## 人物
中学時代は、夏はソフトボール、冬は駅伝部のメンバーとして活動。バレエは週1回ほどのレッスンだったが、休む事が多く、先生に名前も覚えてもらえないぐらいの存在だったという。
長身を見込まれて、周囲から「宝塚を受けてみたら」と勧められて受験。「記念受験」のつもりで臨んだが、合格を果たす。佐賀県から宝塚の合格者が出たのは15年振りで、県紙の佐賀新聞にも掲載され、朝夏まなと（元宙組トップスター・佐賀市出身）や更紗那知（元花組娘役・佐賀市出身）など、佐賀県出身のサガジェンヌのさきがけとなった。
また、2008年の多久聖廟創建300年記念イベントでのトークショーや、2011年春の九州新幹線鹿児島ルートの全線開業に伴う同県のPR事業として、朝夏まなとと共に「さがさくらジェンヌ」への任命、同年8月に多久市観光大使に任命されるなど、出身地との結びつきも強かった。
現在は３児の母として育児に奮闘するほか、講演活動などをおこなっている。

## 宝塚歌劇団時代の主な舞台

### 初舞台
- 2001年4 - 5月、宙組『ベルサイユのばら2001-フェルゼンとマリー・アントワネット編-』（宝塚大劇場のみ）

### 星組時代
- 2001年8 - 10月、『ベルサイユのばら2001-オスカルとアンドレ編-』（宝塚大劇場のみ）
- 2001年11 - 12月、『花の業平』『サザンクロス・レビューII』（東京宝塚劇場のみ）
- 2002年4 - 8月、『プラハの春』 - 新人公演：レオシュ（本役：柚希礼音）『LUCKY STAR!』
- 2002年9月、『ヴィンターガルテン』（バウホール・日本青年館） - ベルント・カヤ
- 2002年11 - 12月、『ガラスの風景』 - 新人公演：カルロ（本役：涼麻とも）『バビロン』（宝塚大劇場）
- 2003年1月、『恋天狗』 - 天狗『おーい春風さん』（バウホール）
- 2003年2 - 3月、『ガラスの風景』 - 新人公演：カルロ（本役：涼麻とも）『バビロン』（東京宝塚劇場）
- 2003年4 - 5月、『蝶・恋（ディエ・リエン）』『サザンクロス・レビューIII』（全国ツアー）
- 2003年7 - 11月、『王家に捧ぐ歌』 - 新人公演：メレルカ（本役：柚希礼音）[2]
- 2003年12月、『永遠の祈り-革命に消えた ルイ17世-』（ドラマシティ） - ジャック
- 2004年2 - 6月、『1914／愛』 - 新人公演：マルク・シャガール（本役：立樹遥）『タカラヅカ絢爛』
- 2004年7 - 8月、『花のいそぎ』（バウホール・日本青年館） - 稗田三尸
- 2004年10 - 12月、『花舞う長安』 - 新人公演：寿王（本役：柚希礼音）『ロマンチカ宝塚'04』[2]
- 2005年2月、『王家に捧ぐ歌』（中日劇場）
- 2005年5 - 8月、『長崎しぐれ坂』 - 新人公演：さそり（本役：真飛聖）『ソウル・オブ・シバ!!』[2]
- 2005年9 - 10月、『龍星（りゅうせい）-闇を裂き天（あま）翔けよ。朕（ちん）は、皇帝なり-』（ドラマシティ・日本青年館） - 囚われの男
- 2006年1 - 2月、『ベルサイユのばら-フェルゼンとマリー・アントワネット編-』（宝塚大劇場） - 新人公演：アンドレ・グランディエ（本役：安蘭けい）
- 2006年2 - 4月、『ベルサイユのばら-フェルゼンとマリー・アントワネット編-』（東京宝塚劇場） - 新人公演：アンドレ・グランディエ（本役：立樹遥／柚希礼音）
- 2006年6月、『コパカバーナ』（梅田芸術劇場） - ミゲル
- 2006年8 - 11月、『愛するには短すぎる』 - スコット、新人公演：マクニール・オコーナー（本役：涼紫央）『ネオ・ダンディズム!』
- 2007年1月、『ハロー!ダンシング』（バウホール）
- 2007年3 - 7月、『さくら』『シークレット・ハンター』 - 警備員、新人公演：セルジオ（本役：柚希礼音）
- 2007年8月、『シークレット・ハンター』 - クリス『ネオ・ダンディズム!II』（博多座）
- 2007年11 - 2008年2月、『エル・アルコン-鷹-』 - ビッグジョン、新人公演：ティリアン・パーシモン（本役：安蘭けい）『レビュー・オルキス-蘭の星-』 新人公演初主演[5][2][3]
- 2008年4月、『ANNA KARENINA（アンナ カレーニナ）』（バウホール） - アレクセイ・ヴィロンスキー伯爵（アリョーシャ） バウWS主演[6][2][3]
- 2008年6 - 10月、『THE SCARLET PIMPERNEL（スカーレット ピンパーネル）』 - エルトン
- 2008年11 - 12月、『外伝 ベルサイユのばら-ベルナール編-』 - ルシアン『ネオ・ダンディズム!III』（全国ツアー）
- 2009年2 - 4月、『My dear New Orleans（マイ ディア ニュー オリンズ）』 - ゲイブ『ア ビヤント』
- 2009年6 - 9月、『太王四神記 Ver.II』 - サリャン
- 2009年10 - 11月、『コインブラ物語』（ドラマシティ・日本青年館） - コスタ
- 2010年1 - 3月、『ハプスブルクの宝剣』 - グレゴール・バチャーニ『BOLERO』
- 2010年4 - 5月、『激情』 - エスカミリオ『BOLERO』（全国ツアー）
- 2010年8月、『摩天楼狂詩曲（ニューヨークラプソディー）〜君に歌う愛〜』（バウホール） - アンソニー・スミス バウ主演[7][2][3]
- 2010年10 - 12月、『宝塚花の踊り絵巻』『愛と青春の旅だち』 - デラセラ
- 2011年2月、『愛するには短すぎる』 - フランク・ペンドルトン『ル・ポァゾン 愛の媚薬II』（中日劇場）
- 2011年4 - 7月、『ノバ・ボサ・ノバ』 - オーロ[注釈 1]／メール夫人[注釈 1]／マール[注釈 1]『めぐり会いは再び』 - リュシドール・グラファイス
- 2011年8 - 9月、『ノバ・ボサ・ノバ』 - オーロ[注釈 2]／メール夫人[注釈 2]『めぐり会いは再び』 - リュシドール・グラファイス（博多座・中日劇場）
- 2011年11 - 2012年2月、『オーシャンズ11』 - フランク・カットン
- 2012年3月、『天使のはしご』（日本青年館・バウホール） - ジョージ・ウィカム

### 雪組時代
- 2012年7 - 8月、『双曲線上のカルテ』（バウホール・日本青年館） - ランベルト・ヴァレンティーノ
- 2012年10 - 12月、『JIN-仁-』 - 千吉『GOLD SPARK!-この一瞬を永遠に-』[3]
- 2013年2月、『ブラック・ジャック』（ドラマシティ・日本青年館） - バイロン侯爵[2][3]
- 2013年4 - 7月、『ベルサイユのばら-フェルゼン編-』 - ジェローデル[2][3]
- 2013年8 - 9月、『若き日の唄は忘れじ』 - 小和田逸平『ナルシス・ノアールII』（全国ツアー）
- 2013年11 - 2014年2月、『Shall we ダンス?』 - ドニー・カーティス『CONGRATULATIONS 宝塚!!』[2]
- 2014年3月、『ベルサイユのばら-オスカルとアンドレ編-』（全国ツアー） - アンドレ・グランディエ
- 2014年6 - 8月、『一夢庵風流記 前田慶次』 - 深草重太夫『My Dream TAKARAZUKA』
- 2014年10月、『伯爵令嬢』（日生劇場） - フランソワ
- 2015年1 - 3月、『ルパン三世 -王妃の首飾りを追え!-』 - 銭形警部『ファンシー・ガイ!』 退団公演、初エトワール[2]

### 出演イベント
- 2001年9月、『ベルサイユのばら メモランダム』
- 2005年12月、『花の道 夢の道 永遠の道』
- 2006年4 - 5月、湖月わたるダンシング・リサイタル『Across』
- 2008年12月、タカラヅカスペシャル2008『La Festa!』
- 2009年3月、遠野あすかミュージック・サロン『Postlude』
- 2009年12月、タカラヅカスペシャル2009『WAY TO GLORY』
- 2011年4月、『ノバ・ボサ・ノバ』前夜祭
- 2011年12月、タカラヅカスペシャル2011『明日に架ける夢』
- 2014年12月、タカラヅカスペシャル2014『Thank you for 100 years』

## 宝塚歌劇団退団後の主な活動

### 関連書籍
- 早花まこ「すみれの花、また咲く頃」（2023年3月、新潮社）[19][20]

## 受賞歴
- 2014年、『宝塚歌劇団年度賞』 - 2013年度努力賞